# Sint-Janskapel (Merselo)

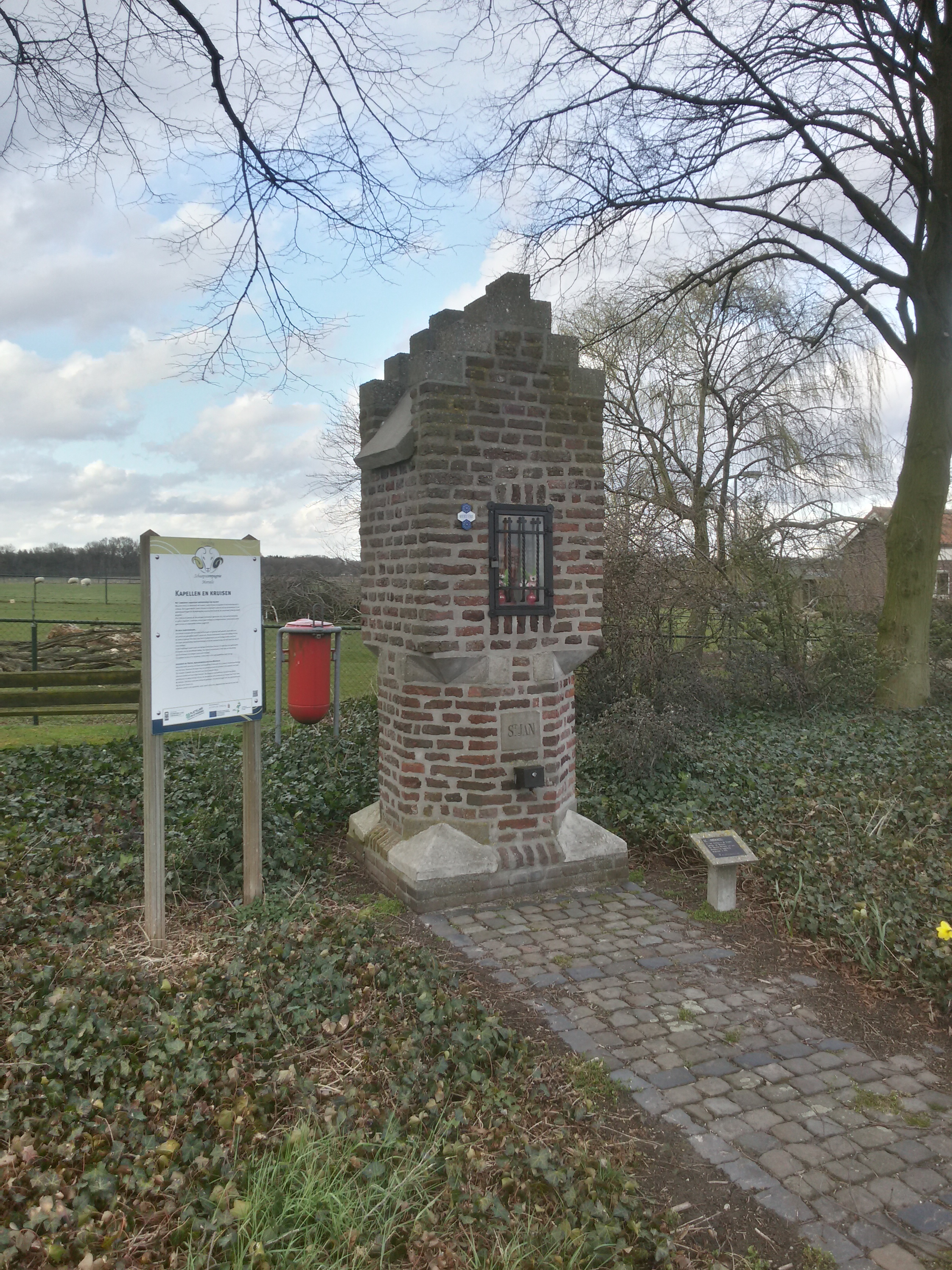
De Sint-Janskapel

De Sint-Janskapel is een staakkapel in Merselo in de Nederlands Noord-Limburgse gemeente Venray. De kapel staat ten oosten van het dorp aan de Merseloseweg waar de straat De Steeg hierop uitkomt.
De kapel is gewijd aan Johannes de Doper.

## Geschiedenis
In de 17e eeuw werd de kapel gebouwd aan de Pas.
In 1973 verplaatste men de kapel naar de Merseloseweg.

## Bouwwerk
De bakstenen kapel heeft de vorm van een pilaar waarin een nis is aangebracht en wordt gedekt door een verzonken zadeldak. De frontgevel en achtergevel zijn een trapgevel. De kapel staat op een vierkant plattegrond met daarop een achtzijdige voet en daarboven een vierkante bovenbouw. In de voet is een gedenksteen aangebracht met daarin de tekst: St.JAN.
De rechthoekige kapelnis wordt afgesloten met een traliehekje en plexiglazen deurtje. In de nis staat een houten beeld van de heilige Johannes.